# Léon Cogniet

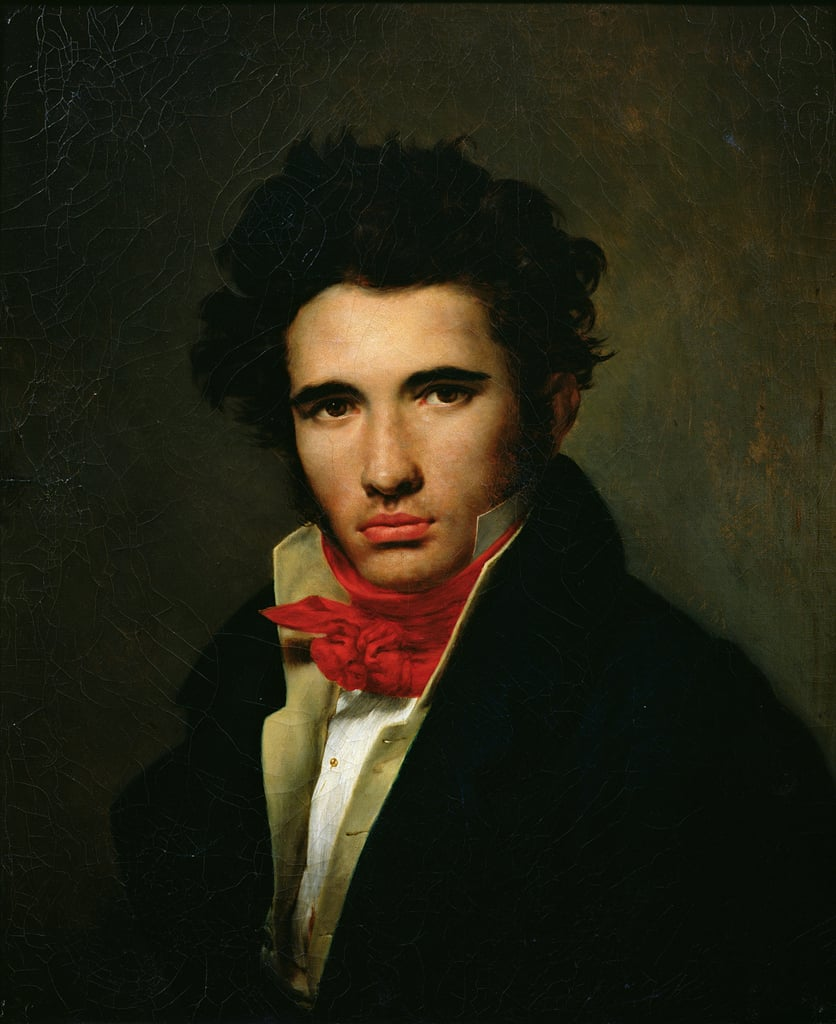
Léon Cogniet, zelfportret (1818)

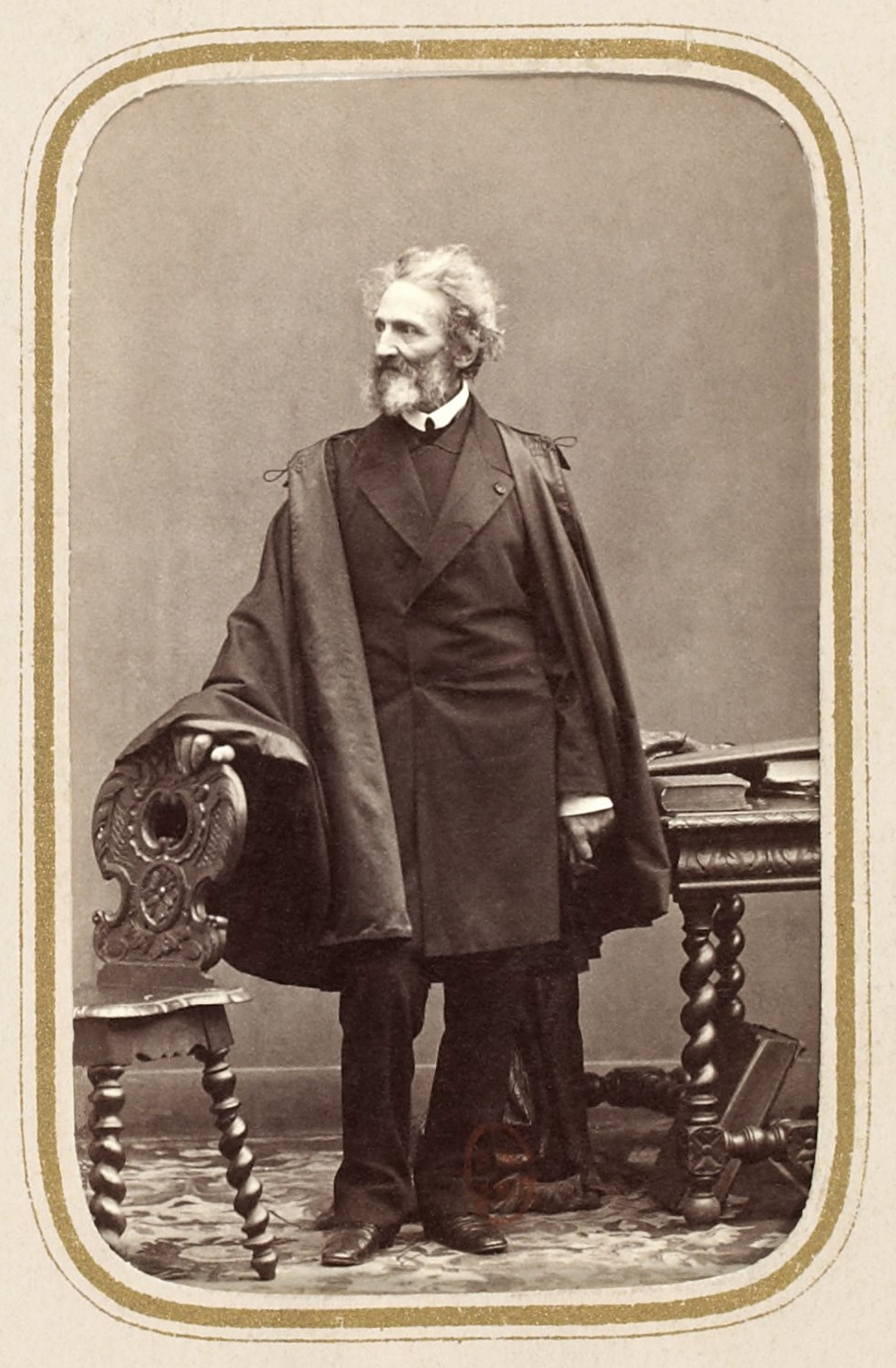
Léon Cogniet, ca.1865

Léon Cogniet (Parijs, 29 augustus 1794 – aldaar, 20 november 1880) was een Frans kunstschilder en broer van Marie-Amélie Cogniet, eveneens kustschilder.
Hij ging in 1812 aan de École des Beaux Arts studeren. Een van zijn leraren was Pierre-Narcisse Guérin. Medestudenten waren onder anderen Delacroix en Géricault. Van 1817 tot 1822 woonde hij in de Villa Medici te Rome.
Zijn werk wordt ingedeeld in de periode van de romantiek en neoklassiek. Hoofdonderwerpen waren historische taferelen en portretten. Daarnaast maakte hij litho's.
In 1817 won hij de prestigieuze Prix de Rome met zijn werk Hélène délivrée par Castor et Pollux. Tien jaar later werd hem gevraagd een serie schilderijen te maken over het leven van St. Etienne voor de St. Nicolas-des-Champs in Parijs. Hij werd door Louis-Philippe ingehuurd om het plafond van het Louvre te beschilderen met als onderwerp Napoleons expeditie naar Egypte. Cogniet was tevens docent aan het Lycée Louis-le-Grand (met als leerling Edgar Degas), de l'École Polytechnique en aan de l'École des Beaux-Arts.
Cogniet ligt begraven op Père-Lachaise in Parijs.

## Werk

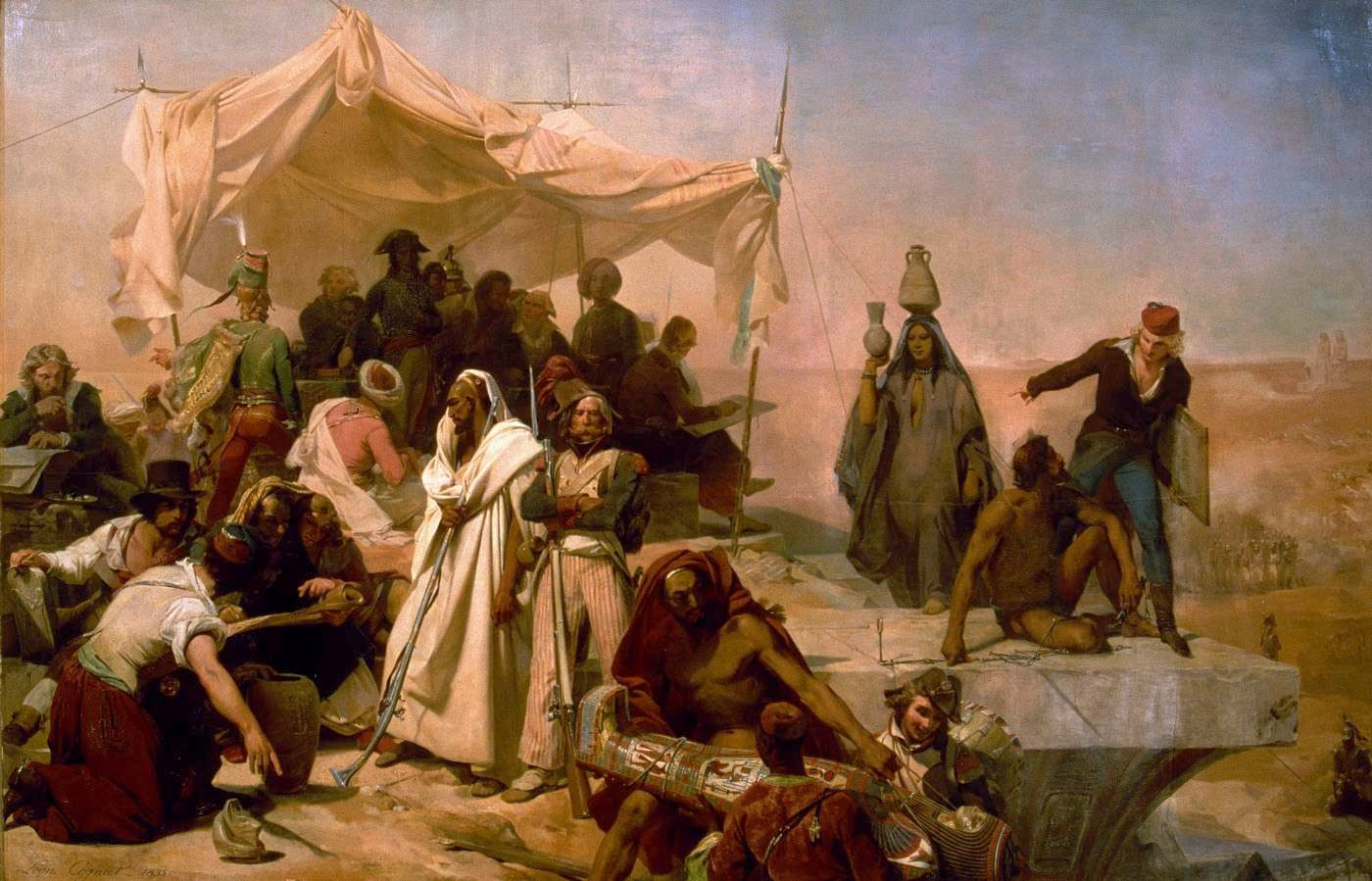
L’Expédition d’Egypte sous les ordres de Bonaparte

- Hélène délivrée par Castor et Pollux (1817)
- L’Expédition d’Egypte sous les ordres de Bonaparte (1835)
- Le Tintoret peignant sa fille morte (1843)

## Leerlingen (onder anderen)
- Armand Gautier
- Jean-Paul Laurens
- Jean-Louis-Ernest Meissonier
- Adolphe-Félix Cals

- Auckland Art Gallery Toi o Tāmaki: 962
- Bibliothèque nationale de France: cb12161431g (data)
- Gemeinsame Normdatei: 119071975
- International Standard Name Identifier: 0000 0000 6645 0080
- KulturNav: f9e6c164-af2d-4b74-bbcc-ac6807cb961e
- Library of Congress Control Number: nr91017852
- Base Léonore: LH//560/44
- Nationale Bibliotheek van Israël: 987007444558505171
- Nederlandse Thesaurus van Auteursnamen: 158391292
- RKD-Nederlands Instituut voor Kunstgeschiedenis: 17542
- SNAC: w6253ndj
- Système universitaire de documentation: 030137764
- Museum of New Zealand Te Papa Tongarewa: 35629
- Union List of Artist Names: 500025096
- Virtual International Authority File: 37718676
- WorldCat: E39PBJx4kFjmgqxXfX4jgR4Dv3